# Romani
Cet article concerne la langue des peuples roms. Pour la commune marocaine, voir Rommani. Pour la commune hongroise, voir Romhány. Pour les autres homonymies, voir Romani (homonymie).
Le romani, rromani ou rromanès, est une macro-langue indo-aryenne originaire du nord de l’Inde : elle fait partie du groupe des langues indo-aryennes du Nord-Ouest qui comprend également le pendjabi, le sindhi et d’autres, issues d’une seule langue populaire ou prâkrit parlée dans la vallée de l’Indus et dont l’origine s'enracine dans le sanskrit.
On la dit parlée par une partie des Roms, Rroms (dits aussi « Bohémiens », « Gitans », « Manouches », « Romanichels », « Tziganes » et autres), dont les ancêtres auraient entrepris une migration lente et diffuse vers l’Ouest depuis le début du Ier millénaire apr. J.-C. à travers les territoires des Turcs Ghaznévides et Seldjoukides (route du Sud) et des khanats de la Horde d'or, de Hadjitarkhan et de Crimée (route du Nord).
L'unité de la langue, voire son existence même en tant que langue « purifiée » et « originaire », est cependant discutée, certains chercheurs parlant d'une « fiction historique », liée à une ethnogenèse récente (comparable à l'invention d'une langue unifiée dans beaucoup d'États-nations européens). De fait, de nombreux Roms parlent d'autres langues (catalan ou caló, français, roumain, bulgare, etc.).

## Histoire de la langue

Variétés de la langue en Europe.

Le romani s'est distingué des autres langues indo-aryennes du Nord-Ouest au cours du long séjour de ses locuteurs (1071-1381) dans le sultanat de Roum, sous domination seldjoukide en Anatolie, où la langue officielle était le persan et les langues vernaculaires le grec et l'arménien. Le romani s'est enrichi en chemin de nombreux mots d'origine dite néo-persane (pārsi-ye darbāri, post-pahlavi), arménienne, grecque, byzantine, pontique, mais aussi tatare lors de sa diffusion au XIIIe siècle au nord du Caucase et dans la steppe pontique.
Les emprunts aux diverses langues européennes avec lesquelles le romani s'est ensuite trouvé en contact, sont postérieurs au XIVe siècle.
Le romani se divise en trois grands groupes ou strates. De la première strate se sont détachées la « branche atlantique », aujourd'hui réduite à quelques dizaines de mots utilisés par les Kalé ou Kaló (Gitans ibériques) et les Romanichels, puis les parlers sinto-manouches, plus proches du « romani commun », avec des emprunts importants aux langues germaniques et baltes. La strate III, dont la forme la plus connue est le kelderàri (nom provenant du roumain caldarari : « chaudronniers »), s'est formée par mutation phonétique à partir des parlers de la strate II et d'emprunts aux diverses langues des Balkans.
Il existe également des dialectes mixtes, regroupés sous l'appellation de para-romani (en), qui ne sont pas d'origine romani, mais comportent un nombre important d'apports romanis : c'est le cas de l'anglo-romani (en) (Royaume-Uni), du scandoromani (Suède et Norvège), du caló (Espagne, Portugal, Amérique latine), etc.
Au XXIe siècle, le romani des Balkans a tendance à ne plus être pratiqué comme langue principale par les plus jeunes, qui utilisent principalement les langues des pays où ils vivent, avec quelques particularités argotiques.

## Nombre de locuteurs par pays

### Europe
| Pays                 | Locuteurs | % des Roms |
| -------------------- | --------- | ---------- |
| Albanie              | 90 000    | 95 %       |
| Autriche             | 20 000    | 80 %       |
| Biélorussie          | 27 000    | 95 %       |
| Belgique             | 10 000    | 80 %       |
| Bosnie-Herzégovine   | 40 000    | 90 %       |
| Bulgarie             | 600 000   | 80 %       |
| Croatie              | 28 000    | 80 %       |
| République tchèque   | 140 000   | 50 %       |
| Danemark             | 1 500     | 90 %       |
| Estonie              | 1 100     | 90 %       |
| Finlande             | 3 000     | 90 %       |
| France               | 215 000   | 70 %       |
| Allemagne            | 85 000    | 70 %       |
| Grèce                | 160 000   | 90 %       |
| Hongrie              | 260 000   | 50 %       |
| Italie               | 42 000    | 90 %       |
| Lettonie             | 18 500    | 90 %       |
| Lituanie             | 4 000     | 90 %       |
| Macédoine du Nord    | 215 000   | 90 %       |
| Moldavie             | 56 000    | 90 %       |
| Pays-Bas             | 7 000     | 90 %       |
| Pologne              | 4 000     | 90 %       |
| Roumanie             | 1 030 000 | 80 %       |
| Russie               | 405 000   | 80 %       |
| Serbie-et-Monténégro | 380 000   | 90 %       |
| Slovaquie            | 300 000   | 60 %       |
| Slovénie             | 8 000     | 90 %       |
| Espagne              | 1 000     | 1 %        |
| Suède                | 9 500     | 90 %       |
| Turquie              | 280 000   | 70 %       |
| Ukraine              | 113 000   | 90 %       |
| Royaume-Uni          | 1 000     | 0,5 %      |
| Total                | 4 554 600 | 72 %       |

## Statut
Les langues romanies sont partout des langues minoritaires.
Un certain nombre d'États du Conseil de l'Europe ont signé la Charte européenne des langues régionales ou minoritaires en s'engageant à protéger le romani. En effet, en signant ce traité, chaque État doit choisir la langue qu'il protège et définir des moyens. Ceux qui incluent la protection du romani sont l'Allemagne, l'Autriche, la Slovaquie, la Slovénie, la Finlande, le Monténégro, les Pays-Bas, la Roumanie, la Serbie et la Suède.
Actuellement, le seul endroit où le romani a le statut de langue officielle est la municipalité de Šuto Orizari, une des dix municipalités constituant la capitale de la Macédoine du Nord, Skopje.
Les premiers efforts pour publier en romani ont été entrepris entre les deux guerres mondiales en Union soviétique puis en Yougoslavie communiste.
Différentes variantes de la langue sont en cours de codification dans les pays ayant une population rom particulièrement nombreuse, comme en Slovaquie depuis 2008. Il y a aussi des tentatives de créer une langue standard unifiée (en).
Une forme standardisée du romani est utilisée en Serbie et est reconnue comme langue minoritaire dans la province autonome de Voïvodine. La radio télévision publique de Voïvodine diffuse ainsi tous les jours des programmes en romani par exemple. L'enseignement du romani langue maternelle en tant que matière facultative, est introduit en septembre 2013 dans 40 municipalités de Serbie centrale et 30 de Voïvodine.
En Roumanie, pays ayant une importante minorité rom (2,5 % de la population), il existe un système d'enseignement unifié du romani pour tous les dialectes parlés dans le pays.

## Écriture
Il existe depuis les années 1930 une littérature romani. Les orthographes ou alphabets utilisés dans les différentes variétés du romani correspondent en général à ceux des pays où vivent les communautés rom correspondantes. Les alphabets utilisés sont dans l'ordre décroissant d'utilisation l'alphabet latin, l'alphabet cyrillique, puis l'alphabet arabe (ce dernier est employé en Iran, et a été utilisé par le premier périodique produit par des Roms pour des Roms, nommé « Laćo » — qui veut dire « bon » —, publié à Edirne en Turquie dans les années 1920) et l'alphabet grec.
Toutefois une orthographe unifiée utilisant l’alphabet latin a été proposée dans les années 1980-1990 par Marcel Courthiade. Cette orthographe dite « méta-phonologique » est censée « permettre aux variations dialectales d’être traitées au niveau phonologique et morpho-phonologique »,. Cet alphabet romani standard a été présentée à l’Union romani internationale en 1990, laquelle l’a adoptée comme orthographe officielle à son niveau. Cependant cette orthographe est loin encore d’être universellement adoptée par les écrivains en romani.
Pour être complet, il faut signaler également l'existence d'autres écritures proposées pour le romani, quoiqu'à un niveau très marginal : selon Ian Hancock, « des alphabets construits, n'utilisant pas l'écriture latine, tels que celui fabriqué par Andrzej Mirga sur un modèle indien, ou un système basé sur la devanagari, qui ont été occasionnellement utilisés, sont d'un intérêt académique seulement, mais reflètent une conscience des liens historiques du romani avec le sous-continent indien ». Cela dit, certaines personnes ont montré récemment un intérêt pour l'emploi de la Devanagari pour le romani, et ont proposé un système de transcription présent dans le Wikipédia en Romani. Cependant ces efforts réalisés au niveau individuel n'ont eu jusqu'à présent aucun écho au niveau institutionnel, et pour l'instant aucune publication et aucun périodique dans une des variétés du romani n'a adopté un tel système.
Dans la transcription normalisée, r et rr ne notent pas le même phonème, r transcrivant un r roulé (r), et le rr un r fort (comme en espagnol « perro ») ou grasseyé (ʁ), c'est-à-dire le r habituel de la langue française. Rromani est donc une graphie scientifique, préférable, au moins dans les ouvrages didactiques, à romani.

## Alphabet
- 1. Lettres qui sont comme en français : a, b, d, f, g (comme dans « gogo »), i, k, l, m, n, o, p, r (roulé), s (comme dans « saucisse ») ; t, v et z.
- 2. Lettres écrites comme en français mais avec une prononciation différente : c [ts] comme dans « tsar, tsigane, tsé-tsé » ; e toujours prononcé comme [e] (ou [ɛ]), jamais comme un « e » muet ; h toujours soufflé comme en anglais dans « to have » ; j toujours [j] comme y dans yaourt ou Maya ; u toujours [u] comme ou en français et x toujours comme ch allemand dans « achtung » ou comme la jota espagnole de « Juan ».
- 3. Lettres particulières : ś = [ʃ] comme dans « chat, chose, chéri », ć = [t͡ʃ] comme dans « Tchad, tchapati, tchèque », ź = [ʒ] comme dans « journée, jambe, jeune », ʒ = [d͡ʒ] comme dans « Djibouti, Djakarta », ćh = [t͡ʃʰ], comme ć suivi d’une aspiration : ćhavo « fils » = tchHavo; ph = [pʰ], comme p suivi d’une aspiration : phen « sœur » = pHènn

Dans certains parlers (cerhàri, ćuràri, colàri, lovàri, maćhàri, kelderàri notamment), ʒ est prononcé comme un [j][Quoi ?] très doux et ćh comme un [ch][Quoi ?] très doux ; malgré tout l’écriture reste la même.
kh = [kʰ], comme k suivi d’une aspiration : khoro « cruche » = kHoro (dans ce mot ne pas oublier l'aspiration car sinon c’est un autre mot : koro « bracelet »), th = [tʰ], comme t suivi d’une aspiration : thav « fil » = tHav (dans ce mot, ne pas oublier l'aspiration, car sinon c'est un autre mot : tav ! « fais la cuisine ! »)
- Voyelles dites « préyotisées » : ǎ = [ja], ě [je], ǐ [ji], ǒ [jo], ǔ [ju]
- θ se prononce [d] après n : manuśenθe « dans / chez les humains » = manouchènndé, et [t] en toute autre position : laθe « en elle, chez elle » = làté
- q se prononce [ɡ] après n : manuśenqe « pour les humains » = manouchènnghé, et [k] en toute autre position : kasqe « pour qui » = kàské
- ç se prononce [t͡s] après n : manuśença « avec les humains » = manouchènntsa, et [s] en toute autre position : tuça « avec toi » = toùsa

Ne pas tenir compte des trémas sur ä, ë, et ï car ils sont négligés dans la prononciation standard (ce sont des marques du dialecte baltique).[Quoi ?]
Accent tonique :
- En principe il tombe toujours sur la dernière syllabe sauf dans deux cas :
  - S'il est exprimé par un accent grave, il est sur la voyelle indiquée par cet accent grave.
  - Si le mot contient à sa fin l'une des lettres q, ç ou θ, il est sur la syllabe juste avant ces lettres.
- Donc, en l'absence d'accent grave ou des lettres q, ç ou θ, c'est la dernière syllabe qui porte l'accent.

## Lexique

### Glossaire étymologique
Langue originaire de la moyenne vallée du Gange, le rromani a, comme son peuple, traversé l’Asie aux XIe et XIIe siècles, d’où ses racines indiennes et iraniennes, mais aussi grecques, arméniennes, et même géorgiennes, pour venir se fixer à partir de 1300 en Europe orientale. Issus de ce long déplacement historique de population, les Rroms sont cependant de nos jours sédentaires à 98 %. Le rromani présente également des emprunts slaves et roumains, mais aussi germaniques, turcs ou hongrois. Dans le tableau ci-dessous les mots romanis qui ne sont pas communs à l'ensemble des dialectes sont suivis d'un exposant entre parenthèses qui précise l'origine dialectale du mot. La plupart des mots de ce glossaire étymologique se trouvent sur le site ROMLEX Lexical Database qui rassemble les lexiques de 27 dialectes romanis dont le kaalo finnois, le sinto germanique, le parler dit « slovaque de l'Est » et le ćuxnìtko de Lettonie,,,. Ce lexique se retrouve également dans le Morri angluni rromane ćhibǎqi evroputni lavustik (Mon premier dictionnaire européen de langue rromani) de Marcel Courthiade. En ce qui concerne le kålo du pays de Galles, un des dialectes les plus purs de la langue rromani (qui fut parlé jusqu'au milieu du XXe siècle), il fut recueilli et transcrit par John Sampson. Ce dernier, après avoir longuement côtoyé les membres de la famille Wood, qui comprenait encore des locuteurs natifs de cette variante, publia en 1926 The Dialect of the Gypsies of Wales: Being the Older Form of British Romani Preserved in the Speech of the Clan of Abram Wood,. Pour les parlers para-rromanis ou « paggerdilectes », les principales références sont : "A Chipicallí" (la langue gitane), les récents ouvrages de Fuentes Cañizares et Krinková,,,, et "Os ciganos de Portugal" pour l'ibéro-romani, "Scandoromani : Remnants of a Mixed Language" pour le scandoromani. Pour l'anglo-romani "Romani in Britain" de Matras ainsi qu'un dictionnaire disponible et consultable en ligne. Pour les étymologies la plupart sont données dans l'ouvrage de Sampson, d'autres références ont permis d'établir les étymologies manquantes, notamment pour les racines iraniennes, arméniennes et géorgiennes,,,. Le dictionnaire comparatif des langues indo-aryennes (où est inclus le romani) A Comparative Dictionary of the Indo-Aryan Languages de Turner, a également été consulté pour les racines indiennes. Pour l'étude des racines romanis d'origine grecque a été utilisé le "Dictionnaire étymologique de la langue grecque" de Chantraine.
| Mot romani                                                                | Traduction                   | Étymologie |
| ------------------------------------------------------------------------- | ---------------------------- | --- |
| aćhel                                                                     | rester, demeurer             | sanskrit. ākṣēti (आक्षेति), cf. pali. acchati                                                                                       |
| akh (arch.) ǀ jakh                                                        | œil                          | sanskrit. akṣi (अक्षि), cf. hindi. āṅkh (आंख), proto-romani. *oj-akh « l’œil »                                                      |
| akhor                                                                     | noix                         | sanskrit. akṣōṭa (अक्षोट), cf. lomavren. aṅkhor                                                                                    |
| anel                                                                      | apporter                     | sanskrit. ānayati (आनयति) |
| angar                                                                     | charbon                      | sanskrit. aṅgāra (अङ्गार) |
| anglo (kaalo finnois / sinto) ǀ vangli (kålo du pays de Galles)           | boucle d'oreille, hameçon    | sanskrit. aṅgulīya (अङ्गुलीय) « bague »                                                                                             |
| anguśt ǀ vanguśto                                                         | doigt                        | sanskrit. aṅguṣṭha (अङ्गुष्ठ) « pouce »                                                                                             |
| anro/Jaro                                                                 | œuf                          | sanskrit. aṇḍa (अण्ड), cf. kalasha. ṓṇḍrak                                                                                        |
| arro ǀ vardo (kålo du pays de Galles)                                     | farine                       | sanskrit. *ārta (आर्त), aṭṭa (अट्ट) « nourriture »                                                                                 |
| asal                                                                      | rire                         | sanskrit. hāsayati (हासयति) « faire rire »                                                                                         |
| aster                                                                     | tapis de selle               | sanskrit. āstara (आस्तर) « couverture »                                                                                           |
| aver ǀ vaver                                                              | autre                        | sanskrit. apara (अपर) |
| bagal (nord)                                                              | chanter                      | sanskrit. vādyate (वाद्यते) « jouer de la musique »                                                                                 |
| bakro                                                                     | mouton                       | sanskrit. barkara (बर्कर), cf. jaunsārī (dial. du pahāṛī de l’ouest). bākrō                                                       |
| baj                                                                       | manche (habillement)         | sanskrit. bāhu (बाहु) « bras » |
| bal                                                                       | cheveu                       | sanskrit. vāla (वाल), cf. hindi. bāl (बाल)                                                                                         |
| balo/Balikano                                                             | cochon                       | sanskrit. bāla- (बाल) « enfant »                                                                                                  |
| bavlal                                                                    | vent                         | sanskrit. vāta (वात) |
| bango                                                                     | tordu                        | sanskrit. vaṅka (वङ्क) |
| bar                                                                       | potager                      | sanskrit. vāṭa (वाट), cf. hindi. bāṛ (बाड़)                                                                                         |
| baro                                                                      | grand                        | sanskrit. vaḍra (वड्र), cf. ḍoḍī (dial. kashmiri). baṛō                                                                           |
| barvalo                                                                   | riche                        | sanskrit. balavat (बलवत्) « puissant »                                                                                            |
| baśel                                                                     | sonner, faire du bruit       | sanskrit. vāśyatē (वाश्यते) |
| belvel                                                                    | soir, soirée                 | sanskrit. velā (वेला) « dernière heure »                                                                                           |
| beng                                                                      | diable                       | sanskrit. vyaṅga (व्यङ्ग) « grenouille », cf. oṛiyā. beṅga (cf. dans la mythologie persane la grenouille personnalisait le diable) |
| bero                                                                      | bateau                       | sanskrit. veḍā (वेडा) |
| berś                                                                      | année                        | sanskrit. varṣa (वर्ष) |
| beruli                                                                    | abeille                      | sanskrit. varōla (वरोल) « gûepe »                                                                                                 |
| bianel                                                                    | Accoucher                    | sanskrit. vijan- (विजन्) |
| biav                                                                      | noces                        | sanskrit. vivāha (विवाह) |
| bićhavel                                                                  | envoyer                      | sanskrit. vikṣipati (विक्षिपति) « disperser, répandre »                                                                              |
| bikinel                                                                   | vendre                       | sanskrit. vikrīṇāti (विक्रीणाति), cf. prakrit. vikkiṇaï                                                                               |
| bilano (kålo du pays de Galles)                                           | vrille (outil)               | sanskrit. vēdhanī (वेधनी) |
| bilavel                                                                   | faire fondre, dissoudre      | sanskrit. vilīyatē (विलीयते) |
| bistrel ǀ biserel (kålo du pays de Galles)                                | oublier                      | sanskrit. vismarati (विस्मरति), cf. bhojpurī. bisral                                                                                |
| biś                                                                       | vingt                        | sanskrit. vinśati (विंशति), cf. hindi. bīs (बीस)                                                                                     |
| bivan                                                                     | cru, vert, pas mûr           | sanskrit. vimlāna (विम्लान) « frais »                                                                                               |
| bokh                                                                      | faim                         | sanskrit. bubhukṣā (बुभुक्षा), cf. kocī (dial. du pahāṛī de l’ouest). bhōkh                                                          |
| bolel                                                                     | tremper, baptiser            | sanskrit. bōlayati (बोलयति) |
| bori                                                                      | bru                          | sanskrit. vadhuṭī (वधुटी), cf. bhalesī (dial. du pahāṛī de l’ouest). bohɔṛi                                                        |
| brśimǀ brśind                                                             | pluie                        | sanskrit. varṣaṇa (वर्षण) |
| buxlo                                                                     | large                        | sanskrit. bahula (बहुल) |
| brivel ǀ buravel (kålo du pays de Galles)                                 | peigner, carder              | sanskrit. vivr̥ṇutē (विवृणुते) |
| buko                                                                      | foie                         | sanskrit. vr̥kkā (वृक्का) « cœur », cf. lahndā. bukkī « rein »                                                                       |
| bul                                                                       | fesses                       | sanskrit. buli (बुलि) « vulve, anus »                                                                                              |
| bust                                                                      | broche                       | sanskrit. bhr̥ṣṭi (भृष्टि) « pointe »                                                                                                |
| but                                                                       | beaucoup                     | sanskrit. bahutā (बहुता) « abondance, multitude »                                                                                  |
| buti                                                                      | travail                      | sanskrit. vr̥tti (वृत्ति), cf. prakrit. vutti- « moyen de subsistence »                                                              |
| ćaćo ǀ taćo (kålo du pays de Galles)                                      | vrai                         | sanskrit. tathya (तथ्य), cf. pali. taccha                                                                                         |
| ćamb                                                                      | cuir chevelu                 | sanskrit. carman (चर्मन्) « peau, cuir »                                                                                           |
| ćamikani (kålo du pays de Galles)                                         | galette                      | romani de Roumélie. ćam « pain » ˂ sanskrit. cāmya (चाम्य) « nourriture » + -ikani                                                 |
| ćang                                                                      | genou                        | sanskrit. jaṅghā (जङ्घा) « jambe (de la cheville au genou) »                                                                       |
| ćar                                                                       | herbe                        | prakrit. cāri- (चीत्कार), cf. hindi. cārā (चारा) « fourrage »                                                                         |
| ćaro                                                                      | écuelle                      | sanskrit. caru (चरु) « casserole, sorte de récipent » hindi. cāṭī (चाटी) « petite marmite en terre »                                |
| ćiken                                                                     | graisse, saindoux            | sanskrit. cikkaṇa (चिक्कण) « onctueux », cf. prakrit. cikkaṇa « gras »                                                             |
| ćikh                                                                      | éternuement                  | sanskrit. chikkā (छिक्का) |
| ćingar                                                                    | dispute                      | sanskrit. cītkāra (चीत्कार) « cris »                                                                                                |
| ćiral ǀ ćirla                                                             | jadis                        | sanskrit. cirāt (चिरात्) |
| ćiriklo                                                                   | oiseau                       | sanskrit. caṭakā (चटका) « moineau », cf. hindi. ciṛiyā (चिड़िया)                                                                      |
| ćor                                                                       | voleur                       | sanskrit. cōra (चोर) |
| ćući                                                                      | sein                         | sanskrit. cuci (चुचि) |
| ćućuli                                                                    | cresson                      | sanskrit. cuccu (चुच्चु) « sorte de légume »                                                                                        |
| ćum                                                                       | bisou                        | sanskrit. cumba (चुम्ब) |
| ćham                                                                      | joue                         | sanskrit. jambha (जम्भ) « mâchoires »                                                                                             |
| ćhar                                                                      | cendre                       | sanskrit. kṣāra (क्षार), cf. awadhī (ancien). chāra                                                                                |
| ćhàdel                                                                    | vomir                        | sanskrit. chardayatē (छर्दयते) |
| ćhavo                                                                     | garçon (rrom)                | sanskrit. śāva (शाव) « petit d’un animal », prakrit. chāva-                                                                       |
| ćhib                                                                      | langue                       | sanskrit. jihvā (जिह्वा), prakrit. jībbha                                                                                           |
| ćhinel                                                                    | couper                       | sanskrit. chinatti (छिनत्ति) |
| ćhivel                                                                    | mettre, placer               | sanskrit. kṣipati (क्षिपति) |
| ćhon                                                                      | lune                         | sanskrit. jyōtsnā (ज्योत्स्ना) « clair de lune », prakrit. joṇhā-                                                                     |
| ćhućho                                                                    | vide                         | sanskrit. tuccha (तुच्छ), cf. prakrit. chuccha                                                                                     |
| ćhungar                                                                   | crachat                      | sanskrit. thūtkāra (थूत्कार) « son produit par un crachat »                                                                         |
| ćhuri                                                                     | couteau                      | sanskrit. kṣurī (क्षुरी), cf. hindi. churī (छुरी)                                                                                     |
| dab                                                                       | coup                         | sanskrit. dābha (दाभ) |
| dand                                                                      | dent                         | sanskrit. danta (दन्त) |
| daral                                                                     | craindre                     | sanskrit. darati (दरति) |
| deś                                                                       | dix                          | sanskrit. daśa (दश) |
| Devel                                                                     | Dieu                         | sanskrit. dēvatā (देवता) « divinité »                                                                                              |
| dikhel                                                                    | voir, regarder               | prakrit. dakkhaï, cf. hindi. dēkhnā (देखना) √ dr̥ś-                                                                                 |
| dori                                                                      | corde, ficelle               | sanskrit. dōraka (दोरक) |
| doś                                                                       | faute                        | sanskrit. dōṣa (दोष) |
| drab                                                                      | médicament                   | sanskrit. dravya (द्रव्य) |
| drakh                                                                     | raisin                       | sanskrit. drākṣā (द्राक्षा), cf. domari (dial. palestinien). idrắk                                                                   |
| dud                                                                       | lumière                      | sanskrit. dyōta (द्योत) |
| duj                                                                       | deux                         | sanskrit. dvē (द्वे), cf. hindi. dō (दो)                                                                                            |
| dukh                                                                      | douleur                      | sanskrit. duḥkha (दुःख) |
| dur                                                                       | loin                         | sanskrit. dūra (दूर) |
| gad                                                                       | chemise                      | sanskrit. gātra « corps » (गात्र), prakrit. gatta                                                                                  |
| garavel                                                                   | cacher                       | sanskrit. gaḍayati (गडयति), cf. maithilī. gāṛab « enterrer »                                                                      |
| gav                                                                       | village                      | sanskrit. grāma- (ग्राम), cf. mārwāṛī. gã̄v                                                                                         |
| gaʒo                                                                      | homme (non-rrom)             | sanskrit. gārhya (गार्ह्य) « domestique »                                                                                           |
| gili                                                                      | chanson                      | sanskrit. gīti (गीति) |
| ginel                                                                     | compter                      | sanskrit. gaṇa (गण) « nombre »                                                                                                   |
| giv                                                                       | blé                          | sanskrit. gōdhuma (गोधुम), cf. paṅgwāḷī (dial. du pahāṛī de l’ouest). giū̃h                                                         |
| godǐ                                                                      | cervelle                     | sanskrit. gōrda (गोर्द) |
| goj                                                                       | saucisse, (au pl.) intestins | sanskrit. gudā (गुदा) « boyaux, intestins » (forme contractée de *goli)                                                            |
| goli (nord)                                                               | cri                          | sanskrit. gāli (गालि) « injures »                                                                                                  |
| gono                                                                      | sac                          | sanskrit. gōṇī (गोणी) |
| gośni                                                                     | fumier                       | sanskrit. gōviṣ (गोविष्) « bouse de vache » + -ni                                                                                   |
| gulo                                                                      | sucre, doux                  | sanskrit. guḍa (गुड), cf. prakrit. gula                                                                                           |
| guruv                                                                     | bœuf                         | sanskrit. gōrūpa (गोरूप), cf. prakrit. gōrūva-                                                                                     |
| xal                                                                       | manger                       | sanskrit. khādati (खादति), cf. tirāhī. khā-                                                                                        |
| xalavel                                                                   | rincer                       | sanskrit. kṣālayati (क्षालयति ) « laver » ; prakrit. khālia « lavé »                                                                |
| xandel                                                                    | creuser                      | sanskrit. khanati (खनति), prakrit. khaṇaï                                                                                         |
| xanro                                                                     | épée                         | prakrit. khaṁḍa, cf. nepāli. khã̄ṛo                                                                                               |
| xoxavel                                                                   | mentir, duper                | sanskrit. kakhati (कखति) « se moquer de, railler », prakrit. khokkhaï « faire du bruit (singes) »                                 |
| ilo                                                                       | cœur                         | sanskrit. hr̥dayam (हृदयम्), cf. niṅgalāmī. idə́                                                                                     |
| iv                                                                        | neige                        | sanskrit. hima (हिम) |
| jag                                                                       | feu                          | sanskrit. agni (अग्नि), cf. hindi. āg (आग), proto-romani. *oj-ag « le feu »                                                        |
| jar                                                                       | alêne                        | sanskrit. ārā (आरा), proto-romani. *oj-ar « l’alêne »                                                                             |
| jekh                                                                      | un                           | sanskrit. ēkam (एकम्), cf. hindi. ēk (एक)                                                                                         |
| jinderdi (laiuse d’Estonie)                                               | arc-en-ciel                  | sanskrit. indradhanu (इन्द्रधनु) |
| kaliko (ibéro-romani / kålo du Pays de Galles)                            | aube, demain                 | prakrit. kalla « aube, matin » < sanskrit. kalya (कल्य)                                                                           |
| kalo                                                                      | noir                         | sanskrit. kāla (काल), cf. bengali. kālō (কালো)                                                                                      |
| kan                                                                       | oreille                      | sanskrit. karṇa (कर्ण), cf. hindi. kān (कान)                                                                                       |
| kanglik                                                                   | peigne                       | sanskrit. kaṅkata (कङ्कत), cf. hindi. kaṅghī (कंघी)                                                                                 |
| kanro                                                                     | épine                        | sanskrit. kaṇṭaka (कण्टक), cf. phalūṛa. kã̄ṛo                                                                                      |
| kaśt                                                                      | bois                         | sanskrit. kāṣṭha (काष्ठ) |
| kerel                                                                     | faire                        | sanskrit. karōti (करोति) |
| kerko                                                                     | amer                         | sanskrit. kaṭuka (कटुक) |
| kilo                                                                      | pieu                         | sanskrit. kīla (कील) |
| kinel                                                                     | acheter                      | sanskrit. krīṇāti (क्रीणाति), prakrit. kīṇaï                                                                                         |
| kiral                                                                     | fromage                      | sanskrit. kilāṭa (किलाट) « lait caillé », cf. waigalī. kilāˊ « fromage » (métath. < *kilar)                                        |
| kiri                                                                      | fourmi                       | sanskrit. kīṭa (कीट) « insecte », cf. brajbhāṣā. kīṛī « fourmi »                                                                  |
| kiślo                                                                     | maigre                       | sanskrit. kr̥śita (कृशित) |
| kiśtel                                                                    | chevaucher, monter           | sanskrit. utkr̥ṣ- (उत्कृष्) |
| kolin ǀ kol (kålo du pays de Galles)                                      | poitrine                     | sanskrit. krōḍā (क्रोडा), prakrit. kōla                                                                                             |
| koro                                                                      | bracelet                     | sanskrit. kaṭaka (कटक), cf. kumaunī. kāṛo                                                                                        |
| kośel                                                                     | insulter                     | sanskrit. krōśati (क्रोशति) « crier, hurler »                                                                                       |
| kovlo                                                                     | mou                          | sanskrit. kōmala (कोमल), cf. marāṭhī. kõvḷā                                                                                       |
| kuni ǀ kuj                                                                | coude                        | sanskrit. kōṇa (कोण) « coin, angle »                                                                                              |
| kurrel                                                                    | frapper                      | sanskrit. kuṭṭayati (कुट्टयति) |
| kuśel                                                                     | arracher                     | sanskrit. kuṣati (कुषति) « ronger, brouter »                                                                                       |
| khabni                                                                    | enceinte, gravide            | sanskrit. garbhin (गर्भिन्), cf. gujarati. gābhṇī (ગાભણી)                                                                             |
| khak                                                                      | aisselle                     | sanskrit. kakṣa (कक्ष), cf. hindi. kāṅkh (कांख)                                                                                     |
| kham                                                                      | soleil                       | sanskrit. gharma (घर्म) « chaleur », cf. hindi. ghām (घाम)                                                                         |
| khand                                                                     | puanteur                     | sanskrit. gandha (गन्ध) « odeur »                                                                                                 |
| khas                                                                      | foin                         | sanskrit. ghāsa (घास) « pâturage »                                                                                                |
| khasal ǀ xasal                                                            | tousser                      | sanskrit. kāsatē (कासते), prakrit. khāsaï                                                                                          |
| khelel                                                                    | danser, jouer                | sanskrit. khēlāyati (खेलायति) « jouer », cf. hindi. khēlnā (खेलना)                                                                    |
| kher                                                                      | maison                       | sanskrit. gṛha (गृह), prakrit. ghara-                                                                                             |
| khetane                                                                   | ensemble, conjointement      | sanskrit. ēkasthānē (एकस्थाने) |
| khil                                                                      | beurre                       | sanskrit. ghr̥ta (घृत), cf. palesī (dial. du shina). ghī                                                                           |
| khino                                                                     | fatigué                      | sanskrit. kṣīṇa (क्षीण), prakrit. khīṇa                                                                                            |
| khoro                                                                     | cruche                       | sanskrit. ghaṭa (घट), cf. hindi. ghaṛā (घड़ा)                                                                                      |
| khosel                                                                    | essuyer                      | sanskrit. gharṣati (घर्षति), cf. prakrit. ghāsaï                                                                                   |
| khul ǀ ful (nord)                                                         | excrément                    | sanskrit. gūtha (गूथ) |
| khur                                                                      | sabot (zoologie)             | sanskrit. khura (खुर) |
| khuro                                                                     | poulain                      | sanskrit. ghōṭa (घोट) « cheval », cf. hindi. ghōṛā (घोड़ा)                                                                           |
| khuvel                                                                    | tresser                      | sanskrit. guphati (गुफति) « corder, nouer »                                                                                        |
| ladavel                                                                   | charger                      | sanskrit. lardayati (लर्दयति) |
| laloro                                                                    | muet                         | sanskrit. lallara (लल्लर) « bègue »                                                                                               |
| lango                                                                     | boiteux                      | sanskrit. laṅga (लङ्ग) |
| lav                                                                       | mot                          | sanskrit. lāpa (लाप) « art oratoire, conversation »                                                                               |
| laʒ                                                                       | honte                        | sanskrit. lajjā (लज्जा), cf. hindi. lāj (लाज)                                                                                       |
| len                                                                       | rivière                      | sanskrit. nadī (नदी), cf. dameli. nalī ; savi. nēelī (métath. < *nel)                                                             |
| likh                                                                      | lente (œuf de pou)           | sanskrit. likṣā (लिक्षा), cf. hindi. līkh (लीख)                                                                                      |
| lil                                                                       | lettre, document             | sanskrit. likhita (लिखित), prakrit. lihia                                                                                          |
| lim                                                                       | morve                        | sanskrit. ślēṣman (श्लेष्मन्), cf. prakrit. silimha ; ḍumāki. līma                                                                   |
| lìndra                                                                    | sommeil                      | sanskrit. nidrā (निद्रा) |
| lokho                                                                     | léger                        | sanskrit. laghu (लघु) |
| lolo                                                                      | rouge                        | sanskrit. lōhita (लोहित) |
| lon                                                                       | sel                          | sanskrit. lavaṇa (लवण), prakrit. loṇa                                                                                            |
| lovo                                                                      | monnaie                      | sanskrit. lōha (लोह) « métal », cf. bhadrawāhī (dial. du pahāṛī de l’ouest). lɔ̃u                                                  |
| lubni                                                                     | prostituée                   | sanskrit. lōbhin (लोभिन्) « désireux, avide, charmeur »                                                                             |
| luno                                                                      | faucille                     | sanskrit. lavana (लवन), lūna (लून) « taillé »                                                                                     |
| lur                                                                       | bandit, pillard              | sanskrit. luṇṭāka (लुण्टाक), hindi. lūṭērā (लूटेरा)                                                                                    |
| maćho                                                                     | poisson                      | sanskrit. matsya (मत्स्य), prakrit. maccha-                                                                                        |
| makhel                                                                    | enduire, peindre, teindre    | sanskrit. mrakṣati (म्रक्षति), prakrit. makkhēi                                                                                     |
| mal                                                                       | champ                        | sanskrit. māla (माल) |
| mangel                                                                    | demander                     | sanskrit. mārgati (मार्गति), cf. hindi. māṅgnā (मांगना)                                                                                |
| manro                                                                     | pain                         | sanskrit. maṇḍa- (मण्ड), cf. sindhi. mānī (مَانِي)                                                                                  |
| manuś                                                                     | être humain                  | sanskrit. manuṣya (मनुष्य) |
| marel                                                                     | tuer                         | sanskrit. mārayati (मारयति) |
| marồkka (scandoromani)                                                    | grenouille                   | sanskrit. maṇḍūka (मण्डूक) |
| mas                                                                       | viande                       | sanskrit. māṃsa- (मांस) |
| mato                                                                      | ivre                         | sanskrit. matta (मत्त) |
| mel                                                                       | crasse                       | sanskrit. mala (मल) |
| men                                                                       | cou                          | sanskrit. manyā (मन्या) « nuque »                                                                                                  |
| meriklo                                                                   | perle                        | sanskrit. maṇi (मणि) + suff. dim. -iklo                                                                                           |
| miśto                                                                     | bien                         | sanskrit. miṣṭa (मिष्ट) « délicat, fin »                                                                                           |
| mol ǀ molel                                                               | valoir                       | sanskrit. mūlya (मूल्य) « valeur »                                                                                                 |
| muj                                                                       | bouche, visage               | sanskrit. mukha (मुख), cf. rāmbanī (dial. kashmiri). mūī˜                                                                         |
| mukhel ǀ mekel                                                            | laisser                      | sanskrit. mōkṣa (मोक्ष) « libération »                                                                                             |
| mulo                                                                      | mort                         | sanskrit. mr̥ta (मृत), cf. pašaī. muṛī ; ṣiṇā. mū̃ṷ                                                                                 |
| munravel                                                                  | raser, tondre                | sanskrit. muṇḍayati (मुण्डयति) |
| murś                                                                      | homme, mâle                  | sanskrit. puruṣa (पुरुष) |
| mutrel                                                                    | uriner                       | sanskrit. mūtra (मूत्र) « urine »                                                                                                  |
| naj                                                                       | ongle                        | sanskrit. nakha (नख), prakrit. ṇaha                                                                                              |
| nakhel                                                                    | passer                       | sanskrit. nakṣati (नक्षति) « atteindre, arriver à »                                                                                |
| nango                                                                     | nu                           | sanskrit. nagna (नग्न), prakrit. ṇagga                                                                                            |
| naśel                                                                     | fuir                         | sanskrit. naśyati (नश्यति) |
| nav                                                                       | nom                          | sanskrit. nāma (नाम) |
| nerno                                                                     | sobre                        | sanskrit. niranna ((निरन्न) « affamé, à jeun »                                                                                     |
| nevo                                                                      | nouveau                      | sanskrit. nava (नव) |
| nilaj                                                                     | été                          | sanskrit. nidāgha (निदाघ), cf. rumbūr (dial. kalasha). nelá                                                                        |
| opre                                                                      | en haut                      | sanskrit. upari (उपरि) |
| oś                                                                        | rosée                        | sanskrit. avaśyā (अवश्या) |
| ovel                                                                      | devenir                      | sanskrit. bhavati (भवति) |
| pani                                                                      | eau                          | sanskrit. pānīya (पानीय), cf. panjabi. pāṇī (ਪਾਣੀ)                                                                                   |
| panʒ                                                                      | cinq                         | sanskrit. pañca (पञ्च), cf. hindi. pan̄j (पंज)                                                                                      |
| parno                                                                     | blanc                        | sanskrit. pāṇḍu (पाण्डु) (métath. < *panro)                                                                                         |
| paruvel                                                                   | changer                      | sanskrit. parivartatē (परिवर्तते)                                                                                                   |
| pasterni ǀ påšteno (kålo du pays de Galles)                               | tapis                        | sanskrit. paristīrṇa (परिस्तीर्ण) « cape, couverture »                                                                               |
| paśavro ǀ paśvaro                                                         | côte (anatomie)              | sanskrit. pārśvaka (पार्श्वक) |
| paśe                                                                      | près                         | sanskrit. pārśva (पार्श्व) |
| patrin                                                                    | feuille                      | sanskrit. pattra (पत्त्र) |
| peko ǀ pako (sinto)                                                       | cuit, mûr                    | sanskrit. pakka (पक्क) |
| pelo                                                                      | testicule                    | sanskrit. pēlaka (पेलक) |
| perel                                                                     | tomber                       | prakrit. paḍai, cf. hindi. paṛnā (पड़ना)                                                                                           |
| perr                                                                      | ventre                       | prakrit. peṭṭa ; hindi. pēṭa (पेट)                                                                                                |
| piel                                                                      | boire                        | sanskrit. pibati (पिबति), cf. hindi. pīnā (पीना)                                                                                     |
| pinʒarel                                                                  | connaître                    | sanskrit. parijānāti (परिजानाति) (métath. < *pirʒanel)                                                                               |
| pinro                                                                     | pied                         | sanskrit. piṇḍa (पिण्ड) « mollet »                                                                                                 |
| piri                                                                      | marmite                      | sanskrit. piṭhara (पिठर) |
| piśel                                                                     | moudre                       | sanskrit. piṣ- (पिष्), cf. hindi. pīsnā (पीसना)                                                                                      |
| porr                                                                      | tripe                        | prakrit. poṭṭa « ventre » ; pañjābī. poṭṭā « jabot de volaille »                                                                 |
| prasavel                                                                  | se moquer de                 | sanskrit. prahasati (प्रहसति) |
| purano                                                                    | ancien                       | sanskrit. purāṇa (पुराण) |
| pućhel                                                                    | interroger                   | sanskrit. pṛcchati (पृच्छति), cf. bengali. puchā (পুছা)                                                                               |
| pusavel                                                                   | percer, piquer               | sanskrit. spr̥śati (स्पृशति) |
| phabaj                                                                    | pomme                        | sanskrit. bhavya (भव्य) « fruit »                                                                                                 |
| phago                                                                     | cassé                        | sanskrit. bhagna (भग्न), prakrit. bhagga                                                                                          |
| phak                                                                      | aile                         | sanskrit. pakṣa (पक्ष), cf. hindi. paṅkh (पंख)                                                                                     |
| phal                                                                      | planche                      | sanskrit. phalaka (फलक) |
| phandel                                                                   | attacher                     | sanskrit. bandh- (बन्ध्) |
| pharo                                                                     | lourd                        | sanskrit. bhāra (भार) |
| pharr                                                                     | soie légère                  | sanskrit. paṭṭa (पट्ट) |
| phen                                                                      | sœur                         | sanskrit. bhaginī (भगिनी), curāhī (dial. du pahāṛī de l’ouest). bhēṇ                                                               |
| phenel                                                                    | dire                         | sanskrit. bhaṇati (भणति) |
| pherel                                                                    | remplir                      | sanskrit. bharati (भरति) |
| phivlo                                                                    | veuf                         | sanskrit. vidhavā (विधवा) (métath. < *philvo)                                                                                      |
| phov                                                                      | sourcil                      | prakrit. bhumā < sanskrit. bhrū (भ्रू)                                                                                             |
| phral                                                                     | frère                        | sanskrit. bhrātra (भ्रात्र) |
| phuko                                                                     | gonflé                       | sanskrit. phuṭkr̥ta (फुत्कृत) |
| phuro                                                                     | vieux                        | sanskrit. vr̥ddha (वृद्ध), cf. hindi. būṛhā (बूढ़ा)                                                                                    |
| phus                                                                      | paille                       | sanskrit. busam (बुसम्), cf. hindi. bhūsā (भूसा)                                                                                     |
| phuv                                                                      | terre                        | sanskrit. bhūmi (भूमि), cf. hindi. bhū (भू)                                                                                         |
| radel                                                                     | lever le camp                | sanskrit. rahati (रहति) « laisser, abandonner » + d-                                                                              |
| raj                                                                       | seigneur                     | sanskrit. rājan (राजन्) « prince, chef, roi », cf. prakrit. rāyā                                                                   |
| rakhel                                                                    | garder                       | sanskrit. rakṣati (रक्षति), cf. prakrit. rakkhaï                                                                                   |
| raklo ǀ lakro (ibéro-romani)                                              | garçon (non-rrom)            | sanskrit. lāḍika (लाडिक), cf. hindi. laṛkā (लड़का) « garçon »                                                                        |
| rani                                                                      | dame                         | sanskrit. rānī (रानी) « reine » |
| raśaj                                                                     | prêtre                       | sanskrit. ārṣēya (आर्षेय) « vénérable, respectable » ˂ r̥ṣi (ऋषि) « sage, celui qui chante les hymnes sacrés »                       |
| rat                                                                       | sang                         | sanskrit. rakta (रक्त), prakrit. ratta-                                                                                           |
| rat ǀ ratǐ                                                                | nuit                         | sanskrit. rātri (रात्रि), prakrit. ratti-                                                                                           |
| rićh                                                                      | ours                         | sanskrit. r̥kṣa (ऋक्ष), cf. hindi. rīch (रिछ)                                                                                       |
| rovel                                                                     | pleurer                      | prakrit. rōvaï < sanskrit. rōditi (रोदिति)                                                                                          |
| rukh                                                                      | arbre                        | sanskrit. rukṣa (रुक्ष), prakrit. rukkha-                                                                                          |
| rup                                                                       | argent (métal)               | sanskrit. rūpya (रूप्य) |
| ruś                                                                       | colère                       | sanskrit. rōṣa (रोष) |
| rran                                                                      | bâton                        | sanskrit. daṇḍa (दण्ड) |
| rroj                                                                      | cuillère                     | sanskrit. darvī (दर्वी), cf. hindi. ḍō'ī (डोई) « louche »                                                                           |
| salo                                                                      | beau-frère (mari de la sœur) | sanskrit. syāla (स्याल) |
| sano                                                                      | mince                        | sanskrit. ślakṣṇa (श्लक्ष्ण) |
| sap                                                                       | serpent                      | sanskrit. sarpa (सर्प), cf. prakrit. sappa                                                                                        |
| saro                                                                      | tout                         | sanskrit. sarvē (सर्वे), cf. hindi. sārā (सारा)                                                                                      |
| saster ǀ śaster (sinto)                                                   | fer                          | sanskrit. śastra (शस्त्र) |
| sasto ǀ śasto (kålo du pays de Galles / sinto)                            | sain                         | sanskrit. svastha (स्वस्थ) |
| sastro                                                                    | beau-père                    | sanskrit. śvaśura (श्वशुर) |
| sasuj                                                                     | belle-mère                   | sanskrit. śvaśrū (श्वश्रू) |
| sigo                                                                      | vite                         | sanskrit. śīghráḥ (शीघ्रः) |
| sikavel                                                                   | montrer                      | sanskrit. śikṣayati (शिक्षयति), cf. prakrit. sikkhā̆vēi                                                                              |
| sivel                                                                     | coudre                       | sanskrit. sīvyati (सीव्यति) |
| sovel                                                                     | dormir                       | sanskrit. svapati (स्वपति), cf. awadhī ancien. sovaï                                                                               |
| sovel ǀ sovli                                                             | serment                      | sanskrit. śapathā (शपथा), cf. prakrit. savaha                                                                                     |
| sungal ǀ śungel (kålo du pays de Galles / sinto)                          | sentir                       | sanskrit. *śr̥ṅghati (श्ड़्ङ्घति), cf. hindi. sūṅghnā (सूंघना)                                                                            |
| suno                                                                      | rêve                         | sanskrit. svapna (स्वप्न), cf. prakrit. suviṇa                                                                                     |
| suv                                                                       | aiguille                     | sanskrit. sūcī (सूची), prakrit. sūī ; cf. gurēsī (dial. du shina). sūw                                                             |
| suvnakaj (nord) ǀ sumnakaj                                                | or (métal)                   | sanskrit. suvarṇaka (सुवर्णक) |
| suvli                                                                     | panier                       | sanskrit. śūrpa (शूर्प) « corbeille » ; prakrit. suppa                                                                             |
| śax                                                                       | chou                         | sanskrit. śāka (शाक) « légume »                                                                                                   |
| śel                                                                       | cent                         | sanskrit. śata (शत), cf. maiyã̄ (dard.). šal                                                                                      |
| śeli                                                                      | son (céréales)               | sanskrit. śāli (शालि) « grains de riz »                                                                                            |
| śelo                                                                      | corde                        | sanskrit. śulva (शुल्व) |
| śero                                                                      | tête                         | sanskrit. śiras (शिरस्) |
| śil                                                                       | froid                        | sanskrit. śīta (शीत) |
| śing                                                                      | corne                        | sanskrit. śr̥ṅga (शृङ्ग), cf. hindi. sīṅg (सींग)                                                                                      |
| śośoj                                                                     | lapin                        | sanskrit. śaśa (शश) |
| śov                                                                       | six                          | sanskrit. ṣaṣ (षष्) |
| śtar                                                                      | quatre                       | sanskrit. catvāraḥ (चत्वारः), cf. hindi. cār (चार)                                                                                   |
| śukar                                                                     | beau                         | sanskrit. śukra (शुक्र) « resplendissant »                                                                                         |
| śuko                                                                      | sec                          | sanskrit. śuṣka (शुष्क) |
| śulavel                                                                   | balayer                      | sanskrit. śōdhayati (शोधयति) « purifier, mettre en ordre »                                                                         |
| śunel                                                                     | entendre, écouter            | sanskrit. śr̥ṇōti (शृणोति), cf. prakrit. suṇaï                                                                                       |
| śut                                                                       | vinaigre                     | sanskrit. śukta (शुक्त) « aigre »                                                                                                  |
| śuvlo                                                                     | enflé                        | sanskrit. śvayati (श्वयति) « enflé »                                                                                               |
| taxel (kålo du pays de Galles)                                            | peindre                      | sanskrit. takṣati (तक्षति), prakrit. takkhaï « fabriquer, façonner »                                                               |
| taloj                                                                     | palais (anatomie)            | sanskrit. tālu (तालु) |
| tato                                                                      | chaud                        | sanskrit. tapta (तप्त), prakrit. tatta-                                                                                           |
| tavel                                                                     | cuisiner                     | sanskrit. tāpayati (तापयति) « consumer par la chaleur »                                                                            |
| terno ǀ tarno (sinto)                                                     | jeune                        | sanskrit. taruṇa (तरुण) |
| traś                                                                      | peur                         | sanskrit. trāsa (त्रास) |
| trin                                                                      | trois                        | sanskrit. tri (त्रि) |
| truś                                                                      | soif                         | sanskrit. tr̥ṣ (तृष्), cf. kāśmīrī. trēś                                                                                            |
| truśul                                                                    | croix                        | sanskrit. triśūla (त्रिशूल) « trident [arme du dieu Çiva] »                                                                         |
| than                                                                      | lieu                         | sanskrit. sthāna (स्थान), cf. hindi. thān (थान)                                                                                     |
| thar                                                                      | molaire                      | sanskrit. dāṁṣṭra (दंष्ट्र), prakrit. dāḍhā ; cf. sindhī. ḍ̠āṛha                                                                     |
| thàvdel ǀ thabel (kålo du pays de Galles)                                 | couler, courir               | sanskrit. dhāvati (धावति) |
| thilel (kålo du pays de Galles)                                           | soutenir                     | sanskrit. dhr̥ta (धृत) « soutenu »                                                                                                 |
| thovel (1)                                                                | laver                        | sanskrit. dhāvati (धावति), cf. lahndā. dhovaṇ                                                                                      |
| thovel (2)                                                                | poser, mettre                | sanskrit. sthāpayati (स्थापयति) |
| thud                                                                      | lait                         | sanskrit. dugdha (दुग्ध), cf. hindi. dūdh (दूध)                                                                                     |
| thulo                                                                     | gros, gras                   | sanskrit. sthūla (स्थूल), prakrit. thūla-                                                                                          |
| thuv                                                                      | fumée                        | sanskrit. dhūma (धूम) |
| ućo                                                                       | haut                         | sanskrit. ucca (उच्च) |
| ućhal                                                                     | ombre                        | sanskrit. avacchada (अवच्छद) |
| ućharel                                                                   | couvrir                      | prakrit. occhāiya < sanskrit. avacchādayati (अवच्छादयति), cf. apabhraṁśa. ucchāḍia « couvert »                                      |
| umblavel                                                                  | suspendre                    | sanskrit. avalambayati (अवलम्बयति)                                                                                                 |
| urnǎl ǀ oriel (kålo du pays de Galles)                                    | voler (dans les airs)        | sanskrit. uḍḍī- (उड्डी), cf. hindi. uṛnā (उड़ना)                                                                                     |
| uśarel                                                                    | louer, vanter                | sanskrit. śāḍatē (शाडते) |
| vast                                                                      | main                         | sanskrit. hasta (हस्त), cf. proto-romani. *ov-ast « la main »                                                                     |
| velvel (kålo du pays de Galles)                                           | dette                        | sanskrit. bali (बलि) « taxe, impôt » (redoubl. < *vel)                                                                            |
| venderi (nord)                                                            | intestin, boyau              | sanskrit. antra (अन्त्र), cf. hindi. antaṛī (अंतड़ी)                                                                                  |
| vudar                                                                     | porte                        | sanskrit. dvāra (द्वार), prakrit. duvāra- (métath. < *duvar)                                                                       |
| vuśt                                                                      | lèvre                        | sanskrit. ōṣṭha (ओष्ठ), cf. proto-romani. *ov-uśt « la lèvre »                                                                    |
| ʒamutro                                                                   | gendre                       | sanskrit. jāmātr̥ (जामातृ), cf. persan. dāmād (داماد)                                                                                |
| ʒanel                                                                     | savoir                       | sanskrit. jānāti (जानाति), cf. tōrwālī. ǰan-                                                                                        |
| ʒangavel                                                                  | réveiller                    | sanskrit. jāgarayati (जागरयति), cf. hindi. jagāna (जगाना)                                                                            |
| ʒeno                                                                      | personne                     | sanskrit. jana (जन) |
| ʒivel                                                                     | vivre                        | sanskrit. jīvati (जीवति) |
| ʒov                                                                       | avoine                       | sanskrit. yava (यव) « orge », cf. marāṭhī. jav (जव)                                                                              |
| ʒukel                                                                     | chien                        | sanskrit. jukuṭa (जुकुट) cf. myānwālē. jukēlā ; kanjarī. jhū̃kil                                                                    |
| ʒung                                                                      | dégoût                       | sanskrit. jugupsā (जुगुप्सा) |
| ʒuvli ǀ ʒuvel (kålo du pays de Galles / sinto)                            | femme                        | sanskrit. yuvatī (युवती) « jeune femme », cf. prakrit. juvaï                                                                       |
| akana                                                                     | maintenant                   | persan. āknūn (اکنون) |
| amal                                                                      | ami                          | persan. hamāl (همال) |
| ambrol                                                                    | poire                        | persan. amrūd (امرود) |
| angrustik                                                                 | bague                        | persan. angoštar (انگشتر) |
| arman ǀ armaj                                                             | malédiction                  | persan. ārmān (ارمان) « souhait » ; cf. sanskrit. armana (अर्मन) « mauvais œil »                                                  |
| asiav                                                                     | moulin                       | persan. āsyāb (اسیاب) |
| aśvar                                                                     | mors                         | persan. āfsār (افسار) |
| avgin                                                                     | miel                         | persan. angabīn (انگبین) |
| baxt                                                                      | chance, bonheur              | persan. baxt (بخت) |
| balul (calão portugais)                                                   | chêne                        | persan. balūṭ (بلوط) |
| berk ǀ brek                                                               | poitrine                     | persan. bark (برکً) |
| bezex                                                                     | péché                        | persan. bazah (بزه) |
| bibi                                                                      | tante                        | persan. bībī (بی بی) « dame » |
| buzex                                                                     | éperon                       | persan. sabūx (سبوخ) « piqûre »                                                                                                  |
| buzni                                                                     | chèvre                       | persan. buz (بز) + -ni |
| ćerxan ǀ ćerxaj                                                           | étoile                       | persan. čarx (چرخ) « ciel » + -ani                                                                                               |
| ćupni                                                                     | fouet                        | persan. čābuk (چابک) « actif, rapide, agile » + -ni                                                                              |
| derǎv                                                                     | mer                          | persan. daryā (دریا) |
| desto                                                                     | manche (outil)               | persan. dastah (دسته) |
| diz                                                                       | citadelle                    | persan. diz (دز) |
| dośel                                                                     | traire                       | persan. dūšīdan (دوشیدن) |
| dumo                                                                      | dos                          | persan. dom (دم) « queue » |
| xanʒ                                                                      | démangaison                  | persan. xanš (خنش) |
| xer                                                                       | âne                          | persan. xar (خر) ; cf. sanskrit. khara (खर)                                                                                      |
| xerbuzo                                                                   | pastèque                     | persan. xarbozah (خربزه) |
| xirxil                                                                    | pois                         | persan. kirkir (کرکر) |
| xulaj                                                                     | maître (de maison)           | persan. xodā (خدا) |
| xurdo                                                                     | petit, menu                  | persan. xord () |
| izdral ǀ lizdrel                                                          | trembler                     | persan. larzīdan (لرزیدن) |
| kaxni ǀ khani                                                             | poule                        | persan. xangī (خانگی) « domestique » > morğ xangī « volaille, poule »                                                            |
| kamel                                                                     | vouloir, aimer               | pehlevi. kāmistan « désirer » |
| katun (kålo du pays de Galles)                                            | tissu                        | persan. katān (کتان) ˂ arabe. quṭn (قطن)                                                                                         |
| keź                                                                       | soie grège                   | persan. kaž (کژ) |
| kirmo                                                                     | ver                          | persan. kirm (کرم) |
| kisi                                                                      | bourse                       | persan. kīse (کیسه) |
| kirvo                                                                     | parrain                      | kurde. kirîv |
| korro                                                                     | aveugle                      | persan. kūr (کور) |
| kući                                                                      | tasse                        | persan. kūze (کوزه) « pichet »                                                                                                   |
| kuśtik                                                                    | ceinture                     | persan. kostī (کستي) |
| kunʒ                                                                      | coin (endroit dans un angle) | persan. konǰ (کنج) |
| khangeri                                                                  | église                       | persan. kangura (کنگره) « pinacle, tourelle »                                                                                    |
| mol                                                                       | vin                          | persan. mol (مل) |
| mom                                                                       | cire                         | persan. mūm (موم) |
| parvarel                                                                  | nourrir                      | persan. parvardan (پروردن) |
| patavo                                                                    | bande molletière, lange      | persa. pātābe (پاتابه) |
| pendex                                                                    | noisette                     | kurde. bindeq |
| poxtan                                                                    | calicot, toile               | persan. poxte (پخته) « coton » + -ano                                                                                            |
| por                                                                       | plume                        | persan. par (پر) |
| porizen                                                                   | tamis                        | persan. parvizan (پرویزن) |
| postin                                                                    | fourrure                     | persan. pūstīn (پوستین) |
| pośom                                                                     | laine                        | persan. pašm (پشم) |
| phol                                                                      | ducat                        | persan. pūl (پول) |
| phurt                                                                     | pont                         | parto. purt |
| resel                                                                     | atteindre                    | persan. rasīdan (رسیدن) |
| ruv                                                                       | loup                         | persan. rūbāh (روباه) « renard »                                                                                                 |
| rril                                                                      | pet                          | persan. rīdan (ریدن) « déféquer »                                                                                                |
| sini (kålo du pays de Galles)                                             | plateau (ustensile)          | persan. sīnī (سینی) |
| sir                                                                       | ail                          | persan. sīr (سیر) |
| śol                                                                       | sifflement                   | persan. sūt (سوت) |
| rez                                                                       | vigne                        | kurde. rrez |
| taxtaj                                                                    | verre, coupe                 | persan. ṭašt (طشت) |
| tang                                                                      | étroit                       | persan. tang (تنگ) |
| tover                                                                     | hache                        | persan. tabar (تبر) |
| veś                                                                       | forêt                        | persan. bīše (بیشه) |
| zen                                                                       | selle (équitation)           | persan. zīn (زین) |
| zijan                                                                     | dommage, dégât               | persan. ziyān (زیان) |
| zor                                                                       | force, puissance             | persan. zūr (زور) |
| zumavel                                                                   | essayer, goûter              | persan. azmūdan (ازمودن) |
| arćić                                                                     | étain                        | arménien. arč̣ič̣ (արճիճ) |
| asan                                                                      | pierre à aiguiser            | arménien. hesan (հեսան) |
| baźin                                                                     | part, portion                | arménien. bažin (բաժին) |
| bokoli                                                                    | galette                      | arménien. bokeġ (բոկեղ) |
| bov                                                                       | four                         | arménien. bov (բով) « fourneau »                                                                                                 |
| burnik                                                                    | poignée (quantité)           | arménien classique. buṙn (բուռն) + suffixe dim. -ik (-իկ)                                                                        |
| ćekat ǀ ćikat                                                             | front (anatomie)             | arménien. č̣akat (ճակատ) |
| ćovaxano                                                                  | fantôme                      | arménien. č̣iwaġ (ճիւաղ) + -ano                                                                                                   |
| dudum                                                                     | courge, citrouille           | arménien. ddum (դդում) |
| dzet ǀ džet (sinto)                                                       | huile                        | arménien. dzet’ (ձէթ) |
| dzeveli                                                                   | omelette                     | arménien. dzvaçeġ (ձվածեղ) |
| gomeź                                                                     | bardot (zoologie)            | arménien. gomeš (գոմէշ) « buffle »                                                                                               |
| grast ǀ graj (nord)                                                       | cheval                       | arménien. grast (գրաստ) « cheval de bât »                                                                                        |
| xanamik                                                                   | beau-parent d'un enfant      | arménien. xənami (խնամի) « quelqu’un apparenté par les liens du mariage »                                                        |
| xip                                                                       | couvercle                    | arménien. xup’ (խուփ) |
| xor                                                                       | profond                      | arménien. xor (խոր) |
| xumer                                                                     | pâte (cuisine)               | arménien. xmor (խմոր) |
| xung                                                                      | encens                       | arménien. xunk (խունկ) |
| ispin (erlìdes de Sofia)                                                  | lentille                     | arménien classique. ospn (ոսպն)                                                                                                  |
| koć                                                                       | genou                        | arménien. koč̣ (կոճ) « os d'articulation, astragale »                                                                             |
| koćak                                                                     | bouton (de vêtement)         | arménien. koč̣ak (կոճակ) |
| komoni                                                                    | quelqu’un                    | kon + arménien. omən (ոմն) « quelqu’un »                                                                                         |
| kotor                                                                     | morceau                      | arménien. ktor (կտոր) |
| mamux                                                                     | prunelle                     | arménien. mamux (մամուխ) |
| morthǐ                                                                    | peau                         | arménien. mort’i (մորթի) |
| ogi                                                                       | âme                          | arménien. hogi (հոգի) |
| patǐv                                                                     | honneur                      | arménien. pativ (պատիվ) |
| Patradǐ                                                                   | Pâques                       | arménien. patarag (պատարագ) « liturgie divine, messe »                                                                           |
| piśot                                                                     | soufflet (à ventiler)        | arménien. p’k’vots’ (փքոց) |
| poś ǀ pośik                                                               | poussière                    | arménien. p’oši (փոշի) |
| purśuk                                                                    | miette                       | arménien. p’šur (փշուր) + suffixe. dim. -uk (-ուկ)                                                                               |
| rikono                                                                    | chiot                        | arménien. koriwn (կորիւն) « petit (de n’importe quel animal sauvage) »                                                           |
| thagar                                                                    | roi                          | arménien. t’agvor (թագվոր) |
| thalik                                                                    | manteau                      | arménien. t’aġik’ (թաղիք) « manteau de feutre »                                                                                  |
| them                                                                      | pays                         | arménien. t’em (թեմ) « district, province »                                                                                      |
| thumbuk                                                                   | tambour                      | arménien. t’mbuk (թմբուկ) |
| zan (nord)                                                                | voix                         | arménien. dzayn (ձայն) |
| ʒoro                                                                      | mulet                        | arménien. ǰori (ջորի) |
| camcàle                                                                   | cils                         | géorgien. c̣amc̣ami (წამწამი) |
| càmla ǀ simbli (euskado-romani)                                           | châtaigne                    | géorgien. c̣abli (წაბლი) |
| kiśaj                                                                     | sable                        | géorgien. kviša (ქვიშა) |
| khilǎv                                                                    | prune                        | géorgien. k'liavi (ქლიავი) |
| khoni ǀ khoj                                                              | graisse, suif                | géorgien. k'oni (ქონი) |
| arde ǀ orde                                                               | ici                          | ossète. ardæm (ардæм) |
| avsin ǀ absin                                                             | acier                        | ossète. æfsæn (æфсæн) « fer » |
| feder                                                                     | mieux                        | ossète. fidar (фидар) « ferme, dur, solide »                                                                                     |
| vordon ǀ verdo                                                            | chariot                      | ossète. uærdon (уæрдон) |
| tirax                                                                     | chaussure                    | ossète. tsyryx”x” (цырыхъхъ) « botte »                                                                                           |
| mangin                                                                    | trésor                       | mongol. möngön « argent, monnaie » (мөнгөн) (cf. au XIIIe siècle le nord de l’Iran était occupé par la Horde d’or)               |
| bagim (calão portugais) ǀ baxin (caló espagnol)                           | attention, respect           | turc. bakım |
| amòni                                                                     | enclume                      | grec. amóni (αμόνι) |
| angali                                                                    | étreinte                     | grec. ankaliá (αγκαλιά) « brassée »                                                                                              |
| bùca (kålo du pays de Galles)                                             | balle                        | grec. býtsa (μπύτσα) « balle en bois utilisée dans les jeux »                                                                    |
| bùka (dialectal)                                                          | peu                          | grec. boúka (μπούκα) « bouchée » < latin. bucca                                                                                  |
| cèrha ǀ cèxra                                                             | tente                        | grec. tsérga (τσέργα) « couverture en laine »                                                                                    |
| cepàni (sinto) ǀ čepaňi (slovaque de l'est)                               | couronne                     | grec. stefáni (στεφάνι) |
| čepī (kålo du pays de Galles)                                             | pointe                       | grec. tsípos (τσίπος) |
| cìpa                                                                      | cuir                         | grec. tsípa (τσίπα) |
| ciros                                                                     | temps                        | grec. kairós (καιρός) |
| còxa                                                                      | jupe                         | grec. tsóxa (τσόχα) « couverture, serge »                                                                                        |
| ćobàni                                                                    | berger                       | grec. tsopános (τσοπάνος) |
| dafin                                                                     | laurier                      | grec. dáfni (δάφνη) |
| digràni ǀ dugràni                                                         | fourche                      | grec. dikráni (δικράνι) |
| dìngla                                                                    | sangle                       | grec. nígla (νίγλα) |
| drom                                                                      | chemin                       | grec. drómos (δρόμος) |
| dromin (sinto) ǀ tromin (kålo du pays de Galles)                          | monnaie d’or, thaler         | grec. drachmí (δραχμή) « drachme »                                                                                               |
| drosin ǀ dročin (kålo du pays de Galles)                                  | rosée                        | grec. drosiá (δροσιά) |
| dul                                                                       | esclave                      | grec. doúlos (δούλος) |
| durika (kålo du pays de Galles)                                           | douze                        | grec. dódeka (δώδεκα) |
| džaliben (kålo du pays de Galles)                                         | évanouissement               | grec. zalízō (ζαλίζω) « se pâmer »                                                                                               |
| elpin                                                                     | espoir                       | grec. elpída (ελπίδα) |
| enia                                                                      | neuf (numéral)               | grec. ennéa (εννέα) |
| fasuj ǀ faćòja                                                            | haricot                      | grec. fasóli (φασόλι) |
| feleśnòdi (sinto)                                                         | nuages, brouillard           | grec. nefelódis (νεφελώδης) « nuageux »                                                                                          |
| feli ǀ felin                                                              | collet (chasse), potence     | grec. thiliá (θηλιά) « collet, nœud coulant »                                                                                    |
| filatǐn                                                                   | château, manoir              | grec. fylakí (φυλακή) « prison »                                                                                                 |
| fojja (kaalo finnois)                                                     | nid                          | grec. foliá (φωλιά) |
| forlòco (sinto) ǀ folašo (kålo du pays de Galles)                         | gant                         | grec. foresiá (φορεσιά) « vêtement »                                                                                             |
| fòros                                                                     | ville, marché                | grec. fóros (φόρος) |
| frìma (slovaque de l'est / caló espagnol)                                 | peu                          | grec. thrýmma (θρύμμα) « morceau, débris »                                                                                       |
| gambàna (sinto) ǀ kamàna (kaalo finnois)                                  | horloge                      | grec. kampána (καμπάνα) « cloche »                                                                                               |
| xamaćùri (kaalo finnois / caló espagnol)                                  | fraise sauvage, arbouse      | grec. chamokéraso (χαμοκέρασο)                                                                                                   |
| xåmavel (kålo du pays de Galles) ǀ xamuvèla (kaalo finnois)               | bailler                      | grec. chasmouriémai (χασμουριέμαι)                                                                                               |
| xarkum                                                                    | cuivre                       | grec. chálkōma (χάλκωμα) « objet en cuivre »                                                                                     |
| xelidòni (ćuxnìtko de Lettonie) ǀ čeladoin (kaalo finnois)                | hirondelle                   | grec. chelidóni (χελιδόνι) |
| xinel                                                                     | déféquer                     | grec. chýnō (χύνω) « verser, vider »                                                                                             |
| xistàri (sinto) ǀ xastàri (caló espagnol)                                 | boîte                        | grec. kístê (κίστη) + suf. -àri                                                                                                  |
| xoli ǀ xolin                                                              | bile, fiel, colère           | grec. cholí (χολή) |
| xoni                                                                      | entonnoir                    | grec. choní (χωνί) |
| xoveli                                                                    | braise                       | grec. chóvoli (χόβολη) |
| xum                                                                       | jus                          | grec. chymós (χυμός) |
| jatro                                                                     | médecin                      | grec. giatrós (γιατρός) |
| kakaràśka                                                                 | pie                          | grec. karakáxa (καρακάξα) |
| kanzavùri                                                                 | hérisson                     | grec. skantzóchoiros (σκαντζόχοιρος)                                                                                             |
| kakàvi                                                                    | chaudron                     | grec. kakávi (κακάβι) |
| kamìni                                                                    | forge                        | grec. kamíni (καμίνι) « four »                                                                                                   |
| kapa (kålo du pays de Galles / sinto)                                     | couverture                   | grec. káppa (κάππα) ˂ latin. cappa « cape, couverture »                                                                          |
| karavdǐ                                                                   | crabe                        | grec. karavída (καραβίδα) |
| karfin                                                                    | clou                         | grec. karfí (καρφί) |
| kires ǀ kireś                                                             | cerise                       | grec. kerási (κεράσι) |
| kìtos                                                                     | baleine                      | grec. kḗtos (κήτος) « cétacé », en grec ancien « monstre marin »                                                                 |
| klidǐ                                                                     | clé                          | grec. kleidí (κλειδί) |
| klùva                                                                     | cage                         | grec. kloúva (κλούβα) |
| kòkalo                                                                    | os                           | grec. kókkalo (κόκκαλο) |
| kòmbos                                                                    | nœud                         | grec. kómpos (κόμπος) |
| komi (kålo du pays de Galles)                                             | plus                         | grec. akómi (ακόμη) |
| kopal                                                                     | maillet                      | grec. kópanos (κόπανος) |
| kopidǐ                                                                    | burin, ciseau (à froid)      | grec. kopídi (κοπίδι) « cutter »                                                                                                 |
| koràko (nord)                                                             | corbeau                      | grec. kórax (κόραξ) |
| kran ǀ kraj                                                               | cornouille                   | grec. kraniá (κρανιά) « cornouiller »                                                                                            |
| kris                                                                      | jugement                     | grec. krísi (κρίση) |
| kudùni (nord) ǀ gudunis (kaalo finnois)                                   | clochette, grelot            | grec. koudoúni (κουδούνι) « cloche »                                                                                             |
| kukudǐ                                                                    | grêle                        | grec. kokkídio (κοκκίδιο) « grain »                                                                                              |
| kùkla                                                                     | poupée                       | grec. koúkla (κούκλα ) |
| kukrùnǎ (sinto)                                                           | maïs                         | grec. koukounári (κουκουνάρι) « pomme de pin »                                                                                   |
| kurko                                                                     | dimanche                     | grec byzantin. kyrikón (κυρικόν)                                                                                                 |
| liparel ǀ riparel                                                         | rappeler                     | grec. lýpi (λύπη) « nostalgie »                                                                                                  |
| livadin                                                                   | prairie                      | grec. livádi (λιβάδι) |
| luludǐ                                                                    | fleur                        | grec. louloúdi (λουλούδι) |
| lutrìa (kålo du pays de Galles)                                           | arrière-cuisine              | grec. loutrós (λουτρός) « salle de bains »                                                                                       |
| màmi ǀ mamin                                                              | grand-mère                   | grec. mámmi (μάμμη) « sage-femme »                                                                                               |
| maxari (ibéro-romani / sinto piémontais) ǀ masxari (ćuxnìtko de Lettonie) | sainte, la Vierge            | grec. makários (μακάριος) « bienheureux, favorisé des dieux »                                                                    |
| mesali                                                                    | table                        | grec. mensálion (μενσάλιον) « nappe »                                                                                            |
| mitrin (sinto)                                                            | ovaire                       | grec. mítra (μήτρα) « utérus »                                                                                                   |
| moliv                                                                     | plomb                        | grec. molývi (μολύβι) |
| muxli                                                                     | brouillard                   | grec. omíchli (ομίχλη) |
| muskàri                                                                   | veau                         | grec. moschári (μοσχάρι) |
| musùkos (kålo du pays de Galles)                                          | souris, rat                  | grec. myḯskos (μυΐσκος) « souriceau »                                                                                            |
| nem                                                                       | air                          | grec. ánemos (άνεμος) |
| oxto                                                                      | huit                         | grec. októ (οκτώ) |
| pàxos                                                                     | glace                        | grec. págos (πάγος) |
| paxùno (sinto)                                                            | menton                       | grec. pigoúni (πηγούνι) |
| paianō (kålo du pays de Galles)                                           | paon                         | grec. pagóni (παγώνι) |
| pale                                                                      | de nouveau                   | grec. páli (πάλι) |
| papin                                                                     | oie                          | grec. pápia (πάπια) « canard »                                                                                                   |
| pàpus                                                                     | grand-père                   | grec. pappoús (παππούς) |
| paramìći ǀ paramìća                                                       | histoire, conte              | grec. paramýthi (παραμύθι) |
| paraśtovin                                                                | vendredi                     | grec. paraskeví (παρασκευή) |
| parrunel                                                                  | enterrer, inhumer            | grec. parachóno (παραχώνω) |
| patum                                                                     | plante (pied)                | grec. pátoma (πάτωμα) « sol, plancher »                                                                                          |
| pavuna (kålo du pays de Galles) ǀ bavunis (kaalo finnois)                 | patelle, moule               | grec. pigoúni (πηγούνι) (doublet de paxùno d’après Sampson)                                                                      |
| pètalo                                                                    | fer à cheval                 | grec. pétalo (πέταλο) |
| pezal (nord) ǀ peesal (kaalo finnois)                                     | à pied                       | grec. pezí (πεζή) + -al |
| pixtin                                                                    | gelée, galantine             | grec. piktí (πηκτή) |
| pilstèri (sinto)                                                          | pigeon                       | grec. peristéri (περιστέρι) |
| porik                                                                     | raisin sec                   | grec. opōrikós (ὀπωρικός) « fruit »                                                                                              |
| prandel ǀ prandinel                                                       | marier                       | grec. pantreýō (παντρεύω) |
| priòni                                                                    | scie                         | grec. prióni (πριόνι) |
| propidǎ                                                                   | œillères                     | grec. paropída (παρωπίδα) |
| rafin                                                                     | colonne vertébrale           | grec. ráchi (ράχη) |
| raxami                                                                    | manteau                      | grec byzantin. vrachámi (βραχάμι) « robe »                                                                                       |
| rapàni ǀ repàni                                                           | navet                        | grec. rapáni (ραπάνι) « radis »                                                                                                  |
| ravnos (kålo du pays de Galles)                                           | ciel                         | grec. ouranós (ουρανός) |
| rendundes (ibéro-romani)                                                  | pois chiches                 | grec. revíthi (ρεβίθι), cf. grec ancien. erévinthos (ἐρέβινθος)                                                                  |
| rìni ǀ rìna (kålo du pays de Galles)                                      | lime, scie                   | grec. ríni (ρίνη) |
| roxerel (kålo du pays de Galles)                                          | châtrer                      | grec. órchis (όρχις) « testicule »                                                                                               |
| rovli                                                                     | bâton                        | grec. ravdí (ραβδί) |
| rrutuni ǀ rrutuj                                                          | narine                       | grec. routhoúni (ρουθούνι) |
| saligàri                                                                  | escargot                     | grec. salinkári (σαλιγκάρι) |
| sanadi (kålo du pays de Galles)                                           | latte                        | grec. sanídi (σανίδι) |
| sapùni ǀ sapuj                                                            | savon                        | grec. sapoúni (σαπούνι) |
| sarànda                                                                   | quarante                     | grec. saránta (σαράντα) |
| sàvato ǀ savaton                                                          | samedi                       | grec. sávvato (σάββατο) < grec ancien. sávvaton (σάββατον)                                                                       |
| silavis ǀ silavo (kålo du pays de Galles)                                 | pinces                       | grec. xylávion (ξυλάβιον) |
| simadǐ                                                                    | gage, caution                | grec. simádi (σημάδι) « marque, signe »                                                                                          |
| skafidi                                                                   | table                        | grec. skafídi (σκαφίδι) « auge, pétrin »                                                                                         |
| skamin                                                                    | chaise                       | grec. skamní (σκαμνί) « tabouret »                                                                                               |
| smaùra (kålo du pays de Galles)                                           | framboise                    | grec. sméouro (σμέουρο) |
| stadǐ                                                                     | chapeau                      | grec. skiádi (σκιάδι) « chapeau de paille »                                                                                      |
| stridǐ                                                                    | huître                       | grec. streídi (στρείδι) |
| šambona (kålo du pays de Galles) ǀ džambona (sinto)                       | cor d’harmonie               | grec. tsampoúna (τσαμπούνα) « cornemuse »                                                                                        |
| tajsa                                                                     | demain                       | grec. tachís (ταχύς) |
| tetradǐ                                                                   | mercredi                     | grec. tetárti (τετάρτη) |
| tigàni ǀ tigaj                                                            | poêle (à frire)              | grec. tigáni (τηγάνι) |
| tikno                                                                     | petit                        | grec. tékno (τέκνο) « enfant »                                                                                                   |
| timin (nord)                                                              | prix                         | grec. timí (τιμή) |
| triànda                                                                   | trente                       | grec. triánta (τριάντα) |
| tromal ǀ tromel (kålo du pays de Galles)                                  | oser                         | grec. átroméō (άτρομέω) « ne pas trembler, être intrépide »                                                                      |
| valgora (kålo du pays de Galles)                                          | foire, marché                | grec. agorá (αγορά) |
| valin (kålo du pays de Galles / sinto)                                    | bouteille                    | grec. ýalí (ύαλί) « verre » |
| vìdo (nord)                                                               | sorte, espèce                | grec. eídos (είδος) |
| vras                                                                      | vapeur                       | grec. vrasmós (βρασμός) « ébullition »                                                                                           |
| vrontisarel                                                               | tonner                       | grec. vrontó (βροντώ) |
| zervo                                                                     | gauche                       | grec. zervós (ζερβός) |
| zilvasel (kålo du pays de Galles) ǀ silvel (sinto)                        | éveiller la jalousie         | grec. zīlévō (ζηλεύω) |
| zumi                                                                      | soupe                        | grec. zoumí (ζουμί) |
| bàto (ibéro-romani)                                                       | père                         | russo. bátʹuška (ба́тюшка), ukrainien. batʹko (батько)                                                                            |
| bòbo                                                                      | fève (botanique)             | slave. bob (боб) |
| bogoni (kålo du pays de Galles)                                           | petite vérole                | serbo-croate. boginje (богиње)                                                                                                   |
| bucharar (caló espagnol) ǀ woosher (anglo-romani)                         | jeter                        | serbo-croate. vući (вући) « traîner, tirer »                                                                                     |
| bujno (kålo du pays de Galles) ǀ bojno (sinto)                            | orgueilleux, fier            | polonais. bujny « exubérant, opulent »                                                                                           |
| buklō (kålo du pays de Galles)                                            | pot, broc                    | serbo-croate. bokal (бокал) |
| celo                                                                      | entier                       | slovène. cel |
| dièlos (kaalo finnois)                                                    | morceau                      | slovaque. diel |
| dìvio                                                                     | sauvage                      | slovène. divji |
| dòsta                                                                     | assez                        | slave. dosta (доста) |
| dràgo                                                                     | cher                         | bulgare. drag (драг) |
| dùxo                                                                      | haleine, esprit              | slave. dux (дух) |
| dvòro                                                                     | basse-cour                   | serbo-croate. dvor (двор) |
| dyūta (kålo du pays de Galles)                                            | sifflet, flûte               | tchèque. dudy « cornemuse » |
| dželto (kaalo finnois / sinto)                                            | jaune                        | slovaque. žltý < proto-slave. *žьltъ                                                                                             |
| gràmbos (kaalo finnois)                                                   | tombe                        | slave. grob (гроб) |
| grèxos (dialectal)                                                        | péché                        | russe. grex (грех) |
| grōdī (kålo du pays de Galles)                                            | moelle                       | serbo-croate. grudi (груди) « poitrine, cœur » < vieux-slave. grǫdь                                                              |
| grùśa ǀ gurùśa                                                            | monnaie                      | tchèque. groš |
| gùsto (kaalo finnois) ǀ gośto (kålo du pays de Galles)                    | épais                        | serbo-croate. gust (густ) |
| gužum ǀ kužum                                                             | estomac, jabot               | serbo-croate. gušom < cas instrumental de guša (гуша)                                                                            |
| hàlla (kaalo finnois)                                                     | montagne                     | polonais. hala « prairie de montagne »                                                                                           |
| xajèra (sinto / ibéro-romani) ǀ heyro (anglo-romani)                      | monnaie                      | slovaque. halier |
| xolov ǀ xolev                                                             | pantalon, bas                | russe. xalyava (халява) « bottes hautes »                                                                                        |
| izba (sinto) ǀ hisba (kaalo finnois)                                      | chambre, cabanon             | polonais. izba |
| krlo                                                                      | gorge                        | serbo-croate. grlo (грло) |
| kirćìma                                                                   | auberge, taverne             | slave. krčma (крчма), du proto-slave. *kъrčьma                                                                                   |
| kòmora                                                                    | chambre                      | tchèque. komora |
| koňerel (kålo du pays de Galles)                                          | déféquer                     | slovène. gnoj « fumier » |
| korin (kålo du pays de Galles)                                            | racine                       | slave. koren (корен), du vieux-slave. *korenь.                                                                                   |
| korpica ǀ kurpica (ibéro-romani)                                          | riz                          | slave. krupica « semoule » |
| kòśnica                                                                   | panier                       | bulgare. košnica (кошница) |
| kraľis (dialectal)                                                        | roi                          | serbo-croate. kralj (краљ) |
| lasno (caló espagnol)                                                     | pas cher                     | slovaque. lacný |
| ločel (kålo du pays de Galles)                                            | pondre                       | serbo-croate. položiti (положити)                                                                                                |
| lovìna                                                                    | bière                        | slave. olovina (оловина) |
| màćka                                                                     | chat                         | slave. mačka (мачка), du proto-slave. *mačьka                                                                                    |
| màzos (kålo du pays de Galles) ǀ mràzo (sinto)                            | givre                        | serbo-croate. mraz (мраз) |
| mižak ǀ mižax (nord)                                                      | méchant                      | serbo-croate. mrzak (мрзак) « détestable, odieux »                                                                               |
| modro                                                                     | bleu                         | tchèque. modrý |
| molṓna (kålo du pays de Galles)                                           | éclair (météorologie)        | russe. mólnija (молния) < du vieux-slave. mlъnija                                                                                |
| nèbos (dialectal)                                                         | ciel                         | serbo-croate. nebo (небо) |
| palsos (kaalo finnois)                                                    | pouce                        | bulgare. palec (палец) |
| papìris ǀ papìro                                                          | papier                       | serbo-croate. papir (папир) |
| pernica                                                                   | édredon                      | macédonien. pernica (перница) |
| plesrel (sinto) ǀ peserel (kålo du pays de Galles)                        | payer, récompenser           | serbo-croate. platiti (платити)                                                                                                  |
| plàśta (dialectal)                                                        | cape                         | slave. plašt (плашт) |
| pokoňo (kålo du pays de Galles) ǀ pokono (sinto)                          | calme, paisible              | slovaque. pokojný |
| pràxo                                                                     | poussière, cendre            | slave. prax (прах) |
| prosarel (dialectal)                                                      | pardonner                    | serbo-croate. oprostiti (опростити)                                                                                              |
| purum                                                                     | oignon                       | slovène. pórom < cas instrumental de pór « poireau »                                                                             |
| pùśka                                                                     | fusil                        | slave. puška (пушка) |
| ràca                                                                      | canard                       | slovène. ráca, cf. roumain. rață                                                                                                 |
| ranī (kålo du pays de Galles)                                             | tôt                          | slovaque. raný < du vieux-slave. *ranъ                                                                                           |
| sìla                                                                      | force, violence              | slave. sila (сила) |
| semensa (kålo du pays de Galles) ǀ simmensa (anglo-romani)                | cousin                       | russe. semeistvo (семейство) « famille », du vieux-slave. *sěminь                                                                |
| sìvo                                                                      | gris                         | serbo-croate. siv (сив) |
| skorni (kålo du pays de Galles) ǀ škorni (sinto)                          | botte                        | slovène. škórnji < cas nominatif pl. de škorenj « botte »                                                                        |
| smentàna                                                                  | crème                        | bulgare. smetana (сметана) |
| stànǎ (dialectal)                                                         | écurie                       | slovaque. stajňa |
| stòngos (kaalo finnois) ǀ stùgos (kålo du pays de Galles)                 | meule (agriculture)          | serbo-croate. stog (стог) |
| sulum                                                                     | fétu, paille                 | russe. soloma (солома) |
| svètos                                                                    | monde                        | slave. svet (свет) |
| śùba (kålo du pays de Galles)                                             | robe, toge                   | tchèque. šuba « manteaux de fourrure »                                                                                           |
| trùpo                                                                     | corps                        | slave. trup (труп) |
| tùga (kålo du pays de Galles) ǀ tunga (kaalo finnois)                     | peine, chagrin               | serbo-croate. tuga (туга) |
| ùlica                                                                     | rue                          | slave. ulica (улица) |
| uzin (kålo du pays de Galles) ǀ wizzen (anglo-romani)                     | sureau                       | russe. buzina (бузина), du proto-slave. *bъzъ                                                                                    |
| verìga                                                                    | chaîne                       | bulgare. veriga (верига) |
| vervèrica                                                                 | écureuil                     | macédonien. ververica (верверица)                                                                                                |
| vìna (caló espagnol / calon brésilien)                                    | défaut, tare                 | slave. vina (вина) |
| vòdros (dialectal)                                                        | lit                          | bulgare. odŭr (одър), du vieux-slave. odrŭ + -os                                                                                 |
| zèleno                                                                    | vert                         | serbo-croate. zelen (зелен) |
| zèro (sinto)                                                              | étang, lac                   | russe. ozero (озеро) |
| zil (kålo du pays de Galles) ǀ džill (kaalo finnois)                      | veine, artère, nerf          | serbo-croate. žila (жила) « tendon, nerf »                                                                                       |
| zulum (kålo du pays de Galles)                                            | prune                        | bulgare. slivom (сливом) < cas instrumental de sliva (слива) « prune »                                                           |
| źàmba                                                                     | grenouille                   | slave. žaba (жаба) |
| bowro (anglo-romani) ǀ bauri                                              | escargot                     | roumain. bourel (dial.) « escargot » (litt. "petit taureau")                                                                     |
| ćokàno                                                                    | marteau                      | roumain. ciocan |
| mančel (kålo du pays de Galles)                                           | s’égayer, prendre courage    | roumain. mângâia « consoler » |
| gruòpa (kaalo finnois)                                                    | tombe                        | roumain. groapă |
| bòrzo                                                                     | hérisson                     | hongrois. borz « blaireau » |
| cicaj                                                                     | chat                         | hongrois. cica « chaton » |
| ezèro ǀ izèro                                                             | mille                        | hongrois. ezer |
| bèrga (nord)                                                              | montagne                     | allemand. Berg |
| xumìstos (caló espagnol)                                                  | vétérinaire                  | allemand. Hufschmied « maréchal-ferrant »                                                                                        |
| kitavel (sinto) ǀ xitovel (nord)                                          | chatouiller                  | allemand. kitzeln + -av- |
| klustùri (sinto) ǀ kostùri (caló espagnol)                                | couvent, monastère           | allemand. Kloster |
| mùza (kålo du pays de Galles / caló catalan)                              | bouillie                     | allemand. Mus |
| niglo (sinto)                                                             | hérisson                     | allemand. Igel |
| banàka (kaalo finnois)                                                    | pain plat                    | scots. bannock |
| ʒùrupos (kaalo finnois)                                                   | maison de campagne           | norrois. þorp « hameau, village »                                                                                                |

### Mots français d'origine romani
Le français a emprunté divers mots au romani, surtout dans le domaine argotique, comme berge (√ berś = année) ; dikave (√ dikh- : regarder, voir), marave (√ mar- : battre, frapper), chourer et chourave (√ ćor- : voler), choucard(e) (√ śukar : beau), gadjo (gaӡo : homme non-rom), Romanichel (rromani ćel : peuple rom), Manouche (manuś : être humain), poucave (délateur √ phukav- : dénoncer), bicrave (vendre √ bikr- : vendre), crayave (bouffer√ xa- : manger) bouillave (forniquer)...

## Grammaire
Il existe en romani :
- deux nombres grammaticaux : singulier et pluriel
- deux genres : masculin et féminin
- six cas principaux : nominatif et accusatif d'une part ; datif, possessif (servant aussi de relationnel ou de prépositionnel), ablatif, instrumental de l'autre. Ces quatre derniers cas sont formés par l'adjonction d'une postposition à la forme de l'accusatif (pour les substantifs animés) ou du relationnel (pour les inanimés). Il existe aussi un vocatif pour les animés.

## Variétés et langues mixtes associées
Les variétés du romani peuvent être organisés selon les groupes suivants (avec leurs codes de langue ISO 639) :
- Romani du Nord-Est
  - Romani baltique (rml)
  - Romani finlandais (rmf)
- Romani du Nord-Ouest
  - Romani britannique
    - Romani gallois (en) (rmw)
    - Romani anglais (en) (rme)

  - Romani scandinave
    - Romani danois (rmd)
    - Romani norvégien (rmg)
    - Romani suédois (rmu)

  - Sintikès (rmo)
- Romani central (rmc)
- Romani des Balkans (rmn)
- Romani vlax (rmy)
  - Romano-serbe (rsb)

Hors classification ISO 639 :
- Romani auvergnat : dialecte romani propre à l'Auvergne[39] et étudié par le père Joseph Valet[40],[41].
- Erromintxela : dialecte romani parlé au pays basque.
- Le caló (rmq) est une langue mixte, composé à partir du romani et de langues romanes.